# 정승화
정승화(鄭昇和, 1929년 2월 27일~2002년 6월 12일)는 대한민국의 군인 출신의 정치인이었다. 한국 전쟁이 발발할 무렵에는 육군 제3사단(백골부대)의 대대장으로 활동했고 훗날 제22대 육군참모총장을 역임했다. 호(號)는 벽송(碧松)이다.
12.12 쿠데타 이후 하나회를 비롯한 신군부 세력에 의해 당시 전직 중앙정보부 부장을 지냈었던 김재규가 자행한 암살 사건에 연루되어 보충역 이등병으로 예편되었다가 훗날 YS 문민 정부 시대에 와서 무죄 판결을 받고 복권되었다. 그의 유해는 국립대전현충원에 안장되어 있다.

## 생애

### 생애 초반
정승화는 1929년 2월 27일, 경상북도 김천에서 출생하여 지난날 한때 경상북도 상주에서 잠시 유아기를 보낸 적이 있다. 그의 19대조 정종소는 성균관 사성을 역임했으나 단종 복위 운동이 실패로 돌아가자 낙향하였다. 그 뒤 18대조 정이교 사헌부 장령과 홍문관의 교리를 역임했지만 무오사화로 화를 당하자 정이교의 처와 자식들은 외가인 김천으로 가서 은거하였고 이후 김천에서 정착생활을 했다. 1947년에 조선국방경비사관학교에 5기생으로 입학하여 1948년 4월 졸업과 동시에 소위로 임관하였다.

### 군인으로서의 생애

#### 6.25 전쟁과 5.16 군사 정변
이후 대한민국 국군이 출범하면서 육군 소위가 되었고, 고속승진 후 대위가 되었다. 1950년 6·25 전쟁이 일어나자 3사단 대대장으로 낙동강 전투와  기계-안강 전투, 형산강 도하 작전에 지휘관으로 출전했다. 현리 전투에서는 중공군에게 포로가 되었다가 탈출하기도 하였다. 이어 육군 제3보병사단 작전참모로 재직 중 1953년 휴전을 맞이하였다.
1961년 5월 5.16 군사 정변 때는 육군 본부 예하 방첩부대장(현재의 명칭은 기무사령관)을 역임하고, 현역 대령 계급으로써 육군 2군단 작전참모를 거쳐 육군 2군단 작전과 과장으로 재직 중 국가재건최고회의 최고위원 등으로 전격 임명, 겸임되었다. 그해 8월 11일 최고위원의 한 일원 시절, 드디어 육군 준장으로 진급하였다. 1962년 2군단 작전과장에서 다시 방첩부대장으로 전임되었다. 1962년 7월 30일에는 북한에서 월남한 월남귀순자 원호심사위원회 심사위원을 겸임하였다.
1963년 11월에는 야당으로부터 군 부재자 투표 당시 선거과정을 조작했다는 의혹을 받기도 했다. 11월 21일 민주당 이춘기 선거사무장은 정승화 방첩대장이 차규헌(車圭憲) 육본 정보처장과 함께 제2군단방첩대와 대전지구방첩대에서 병사들의 선거 무관심을 유도했다는 의혹이었다. 이어 이춘기 사무장은 그가 국회의원 선거에서 부정선거를 하도록 지령을 내렸다며 그가 내린 지령 일부를 입수하여 폭로하였다.
| “ | 1. 각 부대에서는 이미 지시한 대로 선거활동을 하고 있는 것으로 인정한다. 그러나 사병들은 여전히 선거에 무관심하다. 따라서 군의 본래의 시간 외에 교육시키는 것을 지양하고 우수한 사병을 선발해서 침투공작으로 성과를 절대 거양하는 방법을 쓰라. 2. 선거법을 무시하고 중대별로 투표소를 정해 투표를 시키되 선발된 사병의 지시에 의해서 투표하게 하도록 한다. | ” |

그러나 민주당 등 야당 측의 공격에서 그는 별다른 제한이나 제약을 받지 않았다. 이후 육군 보병 제7사단 참모장 등을 지내고 국방부 인사국 부국장, 1군단 참모장, 육군 제7사단 부사단장, 1965년 육군 제1군단 부군단장, 육군본부 특전감, 육군 제3군단 참모장, 육군 제3군단 부군단장, 1966년 11월 소장으로 진급, 1966년 12월 육군 제7사단장, 1967년 1월 국방부 인사국장이 되었다.

#### 대한체육회 관련 활동
1967년 2월 초에는 베트남 전쟁 파병 군인들의 부재자투표 선거관리단장이 되어 선거절차관리위원에 선정된 군인들을 대동하고 베트남에 다녀왔으며, 그해 2월 24일 대한체육회 이사에 선출되었다. 8월에는 문교부 체육심의위원에 위촉되어 겸임하였다. 1967년 11월에는 스페인 마드리드에서 열리는 제22차 국제군인체육대회(CISM) 연차 총회에 대한민국 국군측 대표단의 한 사람으로 참석하고 12월 16일에 귀국하였다.
1968년 2월 17일에는 비상조치로 전 장병의 전역 보류 정책을 기안하여 상신시켰다. 이로써 그 무렵 전역 예정된 장병들의 전역은 2~4개월 이상 연장되었다. 3월 4일 대한체육회 이사에 재선임되고 3월 16일에는 육본 인사국장으로 대한체육회 해외파견, 초청심의위원회 위원을 겸임했다.

#### 육군종합행정학교 교장과 육군사관학교 교장
이후 1968년 육군본부 인사참모부 차장으로 8월 19일 육군종합행정학교 창설위원회 위원장을 겸하였고, 1968년 10월 16일 육군 종합행정학교 교장이 되었다.
1970년 1군사령부 참모장을 거쳐 그해 7월 육군본부 기획참모부장, 8월 육본 정책기획부장이 되어 8월 29일 영국, 프랑스, 벨기에, 터키, 서독, 스웨덴을 방문하였으며, 유럽 순방 중 9월 초 다시 육본 기획참모부장이 되어 9월 6일 서종철 육군참모총장을 수행하여 벨기에 카스토의 유럽주둔 연합군 최고사령부(SHAPE)를 방문 앤드류 J. 굿페스터 사령관을 면담하고 귀국했다.
1972년 육군본부 기획관리참모부 부장, 1973년 3월 6일 육군 중장으로 특진하여 이후 육군 제3군단 군단장 등을 등을 두루 역임하고 1975년 9월부터 1977년 12월까지 육군사관학교 교장을 역임했다. 1977년 12월 육군 제1군사령부 사령관, 1979년 2월 1일에 제22대 육군참모총장으로 승진했다.

#### 10.26 사태 전말
그러나 그는 박정희 대통령이 피살된 10.26 사태 때에 그 장소인 궁정동 안가 '가'동에 있었으며(피살장소는 '나'동이었음), 이러한 사실이 육군 보안사령부 사령관 전두환이 쿠데타를 일으키는 명분이 되었다.
10월 27일 새벽 4시 제주도를 제외한 전국에 비상계엄이 선포되었고, (계엄사령관 정승화) 국무총리 최규하가 대통령 직무대행이 되었다. 10월 27일 새벽 4시부로 계엄사령관이 되어 김재규 체포 작전을 지시하였다. 그러나 정승화는 심증만 있고 확실한 증거를 잡지 못해 김재규를 쉽게 체포하지 못하고 머뭇거렸다.
11월 19일 계엄사령부는 계엄포고 8호를 공고해서 전국 대학에 내려졌던 휴교령을 거두어 들였다. 다시 학교에 나온 대학생들은 유신헌법 철폐를 요구하는 시위를 벌인다.

#### 12·12 군사 반란 전에 대권 논쟁
정승화는 불리한 입장에 서 있었지만 야당 인사들과 손잡는 것을 거부하였다. 그는 야당 인사들의 진정성을 의심하였다.
11월 26일에는 언론사 사장들을 초대한 점심 자리, 27일에는 언론사 편집국장, 30일 국방부 출입기자들과 자리에서 김대중이 대통령 되는 길을 막겠다고 발표한다. 정승화는 훗날 그 발언에 대해 김대중에게 사과하고 언론에 소회를 “중앙정보부의 ‘김대중 파일’을 보고 그렇게 생각했다고 밝혔다.
그런데 본인이 당하고 나서 ‘정승화 파일’이라는 것을 들어보니 날조된 것이 많았고,  지금은 그런 ‘문서’에 대한 본인의 생각이 달라졌다고 밝혔다.
11월 28일 이후 대권 문제가 이슈가 되었다. 정승화는 언론사 간부들을 세 차례나 육군본부로 초대하여 차기 대권을 둘러싸고 국민의 관심이 쏠린 세 사람을 극렬하게 비난했다. 즉 김대중은 사상이 의심스럽고, 김영삼은 무능력하며, 김종필은 너무 부패했다는 말이다. 이것은 당시 군부의 일반적인 생각이었다. 이런 소신을 가졌던 정승화는 결국 야당 인사들에게 어떠한 협력, 인정도 거부하였다. 전두환이나 노태우에게 저항하기 위해서라도 야당에 참여하라는 어느 후배, 동료들의 권고도 냉정하게 잘라버렸다. 이것은 비상계엄하에서 군이 정치개입을 한다는 인상을 줄 우려가 있어 매일 열리는 시국대책회의에도 참석안하려 했으나 최대통령의 권유로 부득이 참석하는 등에 아주 조심스런 행보였다. 또, 전두환씨가 정승화 계엄사령관은 3金씨의 자질과 자격에 대한 비판을 했다고 증언했으나, 실제로는 김대중씨의 자격에 대한 비판만 했을 뿐 김영삼, 김종필씨에 대한 비판을 한 적은 없었다고 1990년 1월 3일 반박 성명에서 이 문제를 언급한다.
12월 9일 전두환 보안사령관을 동해경비사령관으로 전보 시키겠다는 건의를 골프장에서 노재현 국방장관에게 했으나, 김재규 재판이 계속중일 때 수사책임자를 전보 시키는 것은 일반의 의혹을 불러일으킬지 모르니 일시 유보하라는 국방장관의 말에 따랐다.

### 생애 후반

#### 이등병으로 강제 예편
1979년 12.12 사태 당시 전두환의 부하 허삼수 등에게 연행되고, 육군참모총장직이 박탈됨과 동시에 육군 보안사령부 서빙고 분실에서 당시 육군 수도경비사령관 장태완 소장 등과 함께 고문을 받은 그는 국방부 군법회의 재판에 회부되어 첫 공판에서 내란방조미수죄로 징역 10년형을 선고받았다. 재판 직후 보충역 육군 이등병으로 강제 예편되었고 곧이어 국방부 장관의 형량 확인 과정에서 징역 7년형으로 감형되었다.
군 교도소에서 복역하다 1980년 6월 10일 형집행정지로 석방되었으며, 집행유예형이 내려졌지만 81년 3월 전두환 대통령 취임기념 특사로 사면, 복권되었다가 1988년 군적이 회복되었다.

#### 생애 후반
이후에는 조용히 지내다가 1987년 제13대 대통령 선거 직전 전격적으로 통일민주당에 입당하여 통일민주당 상임고문으로 김영삼 후보를 지지하였다. 하지만 1988년 4월 25일을 기하여 정계 은퇴 이후 사실상 정치에서 완전히 손을 떼었다. 1993년에는 전두환과 노태우를 내란 성향 반란 주범으로, 김계원 前 타이완 주재 대사와 김진기 예비역 육군 준장을 간접 도의성 책임 회피 관련 종범으로 모두 김영삼 정부에 고발하고자 장태완, 이건영 등과 함께 작은 모임을 가진 바 있다. 1997년 "김재규 내란기도 방조미수혐의"에 대하여 무죄를 선고받았다. 그 후 대한민국 성우회 회장 등을 역임하기도 했다.
1999년부터는 당뇨와 고혈압 등 각종 질환으로 고생하였고, 만년에는 파킨슨병을 앓기도 했다. 2002년에 병세가 악화되어 서울 신촌세브란스 병원에 입원했다가 그해 6월 12일 사망했다.

### 사후
셋째 아들 정이열은 그의 생전에 육사 38기로 졸업하고 육군본부 등에서 근무하였다. 정승화는 사후 2002년 6월 육군장으로 장례식을 치른 뒤 대전 현충원에 안장되었다.

## 어록
- 대통령 사망으로 보좌진들이 모여드는 시간에 대통령 비서실 김계원 실장은 최규하 대통령 권한 대행을 모시고 청와대에서 육군본부를 향하는데 대통령 경호실에 경호를 붙이지 않는다.[14] 정승화 육군참모총장은 차지철 경호실장이 시해 사건 범인인 줄 알고 수도경비사령관에게 청와대 포위를 지시하고, 이재전 경호실 차장에게 경호실 요원들의 출동 금지를 지시하였다.[15]

- 노 국방장관이 정승화와 전두환을 급히 불러 전두환 사령관에게 “정 총장의 도움을 받아서 김재규를 연행하라”고 지시했고 정 총장은 아래와 같은 내용의 구두 지시를 전두환 사령관에게 내렸다고 한다.[16] 그리고 전두환은 안가에서 서빙고 분실로 옮겨라고 지시했다고 한다.[16] 좀더 정확히는 헌병감 김진기 준장과 전두환을 불러서 헌병감이 체포를 하고 전두환 사령관은 호송과 수사를 맡았다고 한다.[11]

정승화 계엄사령관이 김재규를 보안사 안가로 데려가 정중하게 잘 모시라고 당시 보안사령관 전두환에게 지시한 것은 정승화 자신은 대통령 시해 현장에서 직접 시해범인 김재규를 봤으면서도 사건의 진실을 숨기고 김재규를 개인적으로 보호하려 한 정황이 남는 증거가 되는 것이다.

당시 허화평 보안사 비서실장은 정승화 총장의 잘 모셔라는 지시에 따른 전두환 보안사령관의 정동 안가로 잘 모셔라는 말을 듣고 보안사령관이 민간인을 주로 접견하는 곳으로 김재규를 직접 에스코트해서 데려갔다고 증언한다. 그리고 허화평은 전두환 보안사령관에게 전화 연락을 하고 안가에서 서빙고 분실로 김재규를 범인인거 같다며 옮긴다.
- 계엄사령관으로서 이 발언을 하니 모인 군장성들은 웅성거리고 박정희 체제가 잘못됐다면 군 지휘관도 책임지고 물러나야 하지 않느냐며 따지는 일도 생기고 회의가 흐지부지 끝났다고 한다.[16]

개인적으로 박정희 대통령이 돌아가신 것은 애석하나 국가와 국민 전체의 불행은 아닙니다. 박 대통령 체제는 잘못됐으므로 시정돼야 합니다.

1979년 11월 24일 계엄선포 후 첫 ‘민관(民官) 계엄확대회의’

## 그의 견해
12·12군사 정변과 관련하여 "전두환 등 신군부가 정권을 탈취하겠다는 구체적 시나리오를 짠 것은 아니라고 본다"고 했다. 신군부가 애초에는 군에서 쫓겨날지 모른다는 불안감 때문에 자신을 밀어내고 군권을 장악하겠다는 생각으로 일을 저질렀다고 간주 하였다.
군사 정변 후에 강력한 국민의 반발과 광주 민주 항쟁으로 이어지면서 사태가 커지자 사후 안전을 위해 국권까지 탈취하게 된 것이 아니겠느냐는 해석을 했다.

## 저작

### 저서
- 《대한민국 군인 정승화》
- 《12.12사건 정승화는 말한다》

## 연보
- 1950년 한국 전쟁 당시 백골부대 대대장
- 1952년 육군 제3사단 작전참모
- 1956년 육군 제22사단 69연대장
- 1961년 육군 준장 승진
- 1961년~1962년 육군 제2군사령부 작전처장 겸 국가재건최고회의 최고위원
- 1962년~1964년 육군 방첩부대장
- 1964년~1967년 육군 보병 제7사단 참모장
- 1967년 육군 소장 승진
- 1967년~1968년 국방부 인사국장
- 1968년~1969년 육군종합행정학교 학교장
- 1969년~1970년 육군 제1군사령부 참모장
- 1970년 육군본부 기획관리참모국장
- 1970년 육군본부 정책기획부장
- 1970년~1973년 육군본부 기획관리참모국장
- 1972년 육군본부 기획관리참모국장 재직 당시 육군 중장 승진
- 1973년~1975년 육군 제3군단 군단장
- 1975년 9월~1977년 12월 제24대 육군사관학교 학교장
- 1977년~1978년 육군 제1군사령관
- 1978년 육군 대장 승진
- 1979년 2월~1979년 12월 제22대 육군참모총장
- 1979년 12월 육군 대장 강제 예편, 보충역 이등병
- 1981년 3월, 사면 복권, 그러나 군적은 아직 완전히 회복되지 않음.
- 1987년 11월~1988년 4월 통일민주당 상임고문
- 1993년 군적을 완전히 회복
- 1997년 "김재규 내란기도 방조미수혐의"에 관하여 무죄를 선고받아 명예 회복

## 학력
- 1941년 봉계공립보통학교 졸업
- 1947년 광신상업학교 졸업
- 1948년 조선국방경비사관학교 5기 졸업
- 1949년 육군보병학교 졸업
- 1950년 육군공병학교 졸업
- 1951년 육군기갑학교 졸업
- 1952년 육군포병학교 졸업
- 1954년 육군대학 졸업
- 1956년 국방대학교 1기 행정학 학사
- 1961년 국민대학교 정치학 학사
- 1965년 국방대학원 행정학 석사

## 군적 박탈 처분
1980년 3월 군법회의에서 정승화는 전두환때문에 내란지도방조죄로 징역 10년을 선고받았고 보충역 이등병으로 강등, 군적을 박탈되었다. 정승화는 80년 6월 형집행정지로 석방된 데 이어 1981년 3월 2일을 기하여 사면복권되었다. 그는 자신의 군적 박탈 처분을 철회해 줄 것을 여러 번 요청하였다.
그러나 아직도 정승화 군적 박탈은 철회되지 않다가 1988년 6월 30일을 기하여 예비역 육군 대장 계급을 되찾았고 1993년 5월 31일을 기하여 예비역 육군 대장 군적을 사실상 완전히 회복하였다.

## 상훈
- 1등 보국훈장
- 통일장

## 가족 관계
- 배우자: 신유경(申有慶, 1925년~)
  - 3남: 정이열(1958년~)

## 평가와 비판
- 전략전술에 뛰어난 지장이라는 평가가 있다.
- 10·26 사건 수사실무 책임자였던 백동림 수사제1국장은 월간조선과의 인터뷰에서 “수사초기에 이미 10·26은 김재규의 우발적 단독범행이었다는 결론을 내려 상부를 이해시켰고, 정승화 총장은 수사에 협조적이었다”고 말한다.[11]

## 정승화를 연기한 배우들
- 정승현 - 제4공화국(1995년, MBC 드라마)
- 최병학 - 다큐멘터리 극장(1993년, KBS1TV 실록)
- 최병학 - 코리아게이트(1995년, SBS 드라마)
- 하대경 - 삼김시대(1998년, SBS 드라마)
- 박인환 - 제5공화국(2005년, MBC 드라마)
- 정종준 - 그때 그사람들(2005년, 영화)
- 김민상 - 남산의 부장들(2020년, 영화)
- 이성민 - 서울의 봄(2023년, 영화)[20]
- 이원종 - 행복의 나라(2024년, 영화)[21]

## 관련 서적
- 정승화, 《대한민국 군인 정승화》(휴먼앤북스, 2002)
- 김진국, 《WWW.한국현대사.COM》 (민연, 2000)
- 정승화, 《12.12사건 정승화는 말한다》 (도서출판 까치, 1987)

## 같이 보기
- 10·26 사태
- 12·12 군사 정변
- 김계원
- 김재규
- 전두환
- 노태우
- 장태완
- 김오랑
- 정병주
- 최규하 정부
- 제4공화국

## 참고 문헌
- 보관됨 2023-06-23 - 웨이백 머신

| 전임 김재춘 | 제13대 육군방첩부대장 1962년 7월 12일~1964년 1월 8일 | 후임 박영석 |

| 전임 이세호 | 제22대 육군참모총장 1979년 2월 1일~1979년 12월 12일 | 후임 이희성 |

| 전임 이소동 | 제14대 1야전군사령관 1977년 12월~1979년 2월 1일 | 후임 김학원 |